# 安妮·比希尔
安妮·比希尔（德語：Anni Biechl，1940年3月17日—），德国女子田径运动员，主攻短跑。她曾代表德国联队参加1960年夏季奥林匹克运动会田径比赛，获得女子4×100米接力银牌。